# SMS Arminius
Le SMS Arminius était un cuirassé à coque en fer  (gréement de goélette à deux mâts), qui a servi dans la marine prussienne puis la marine impériale allemande  de 1865 à 1901.

Il porte le nom de Caius Julius Arminius, chef de guerre de la tribu germanique des Chérusques.

## Conception
C'est un navire cuirassé de type monitor avec deux tourelles blindées avant et arrière. Son gréement de goélette à deux mâts et voile aurique, initialement prévu, fut supprimé dès 1870.

Les canons en bronze de 72 livres qui constituaient son armement premier furent remplacés par des canons rayés de type Krupp de 210 mm, avec un armement secondaire de mitrailleuses et d'un tube lance-torpille.

## Histoire
Il a été lancé du chantier naval Samuda Brothers, sur l'Île aux Chiens proche de Londres.

Prévu pour être un navire de ligne, il fut rapidement affecté en garde-côte puis en navire-école pour les ingénieurs.

En 1901, il fut vendu à la marine nicaraguayenne.